# Горянський Володимир Вікторович
Володи́мир Ві́кторович Горя́нський (нар. 24 лютого 1959, Стаханов) — український актор, телеведучий, артист Київського академічного театру драми і комедії на лівому березі Дніпра. Народний артист України, член Національної спілки театральних діячів України.

## Життєпис
Народився 24 лютого 1959 року у шахтарському місті Стаханов (нині Кадіївка). В 1979 році закінчив Дніпропетровське театральне училище (курс В. І. Ковалевського). В 1996 році закінчив Київський державний інститут театрального мистецтва імені Івана Карпенка-Карого (спеціальність «Організація і управління театрально-видовищними підприємствами»).
Працював в Дніпропетровському російському драматичному театрі імені Максима Горького, в Севастопольскому театрі ЧМФ. В Театрі драми і комедії на лівому березі Дніпра працює з 1988 року. З 1991 по 1997 роки обіймав посаду директора-розпорядника театру.
Двічі лауреат професіональної театральної премії «Київська пектораль»: в 1997 році
лауреат в номінації «Найкраще виконання чоловічої ролі» за роль Мессіра Нічі у виставі «Комедія про принадність гріха» Нікколо Макіавеллі; в 2003 році — в тій ж номінації за роль Подкольосіна в спектаклі «Одруження» Миколи Гоголя.
Окрім роботи в театрі, веде ранкову телепередачу «Ранок з Інтером» на телеканалі «Інтер».
Є президентом Бердянського міжнародного кінофестивалю.
У 2006 році випустив диск романсів «Негромкий вальс».
З 11 жовтня 2015 року буде одним із тренерів дитячого талант-шоу «Маленькі гіганти» телеканалу «1+1».
У 2015 році Володимир Горянський таємно одружився з Оленою Фейсою.
Влітку 2016 року приєднався до патріотичного флешмобу #яЛюблюСвоюКраїну, опублікувавши відеозвернення, в якому розповів за що любить Україну.

## Ролі в театрі

### Київський академічний театр драми і комедії на лівому березі Дніпра
- Портняжка — «Дерев'яний король» В. Зиміна (1989)
- О'Брайєн — «Острів скарбів» Роберта Льюїса Стівенсона (1990)
- Другий кореспондент, він же Санітар — «Сьогодні я стану жінкою» Афанасія Салинського (1990)
- Жора — «Дитина до листопада» Леоніда Жуховицького (1991)
- Голутвін — «Я вам потрібен, панове!» за п'єсою Олександра Островського «На кожного мудреця доволі глупоти» (1991)
- Клоун Гоша — «Таємниця новорічного листа» Д. Кісіна (1992)
- Степан — «Чарівниця» Івана Карпенко-Карого (1993)
- Гаспаров Ярослав — «Без…кінечна подорож» В. Іванова (1994)
- Мітч — "Трамвай «Бажання» Теннессі Вільямса (1994)
- Гітлер — «Майн Камфп, або Шкарпетки в кавоварці» Дьєрдя Таборі (1995)
- Мессіра Ніча — «Комедія про принадність гріха» за п'єсою Нікколо Макіавеллі «Мандрагора» (1996)
- Передонов — «Кручений біс» Федора Сологуба (1997)
- Вознесенський — «Живий труп» Льва Толстого (1997)
- Панталоне, перший радник — «Любов до трьох апельсинів» Карло Гоцці (1997)
- Людовико — «Венеціанський мавр („Отелло“)» Вільяма Шекспіра (1998)
- Герцог Болінброк — «Європа може зачекати!» за п'єсою Ежена Скріба «Склянка води» (1998)
- Оттавіо — «Примхи Маріанни» Альфреда де Мюссе (1999)
- Варравін, Полутатарінов — «Смерть Тарєлкіна» Олександра Сухово-Кобиліна (2000)
- Перший лікар — «Багато галасу в Парижі» за п'єсою Жана-Батиста Мольєра «Пан де Пурсоньяк» (2001)
- Подкольосін — «Одруження» Миколи Гоголя (2002)
- Актор — «Черга» Олександра Марданя (2006)
- Деніел Джонсон — «Рожевий міст» за романом Роберта Джеймса Воллера «Мости округу Медісон» (2007)

### Київський академічний драматичний театр на Подолі
- Богдан — «Change, або Нас поміняли тілами» Андрія Курейчика (2007)

## Фільмографія
| Рік  |   | Українська назва                     | Оригінальна назва                       | Роль                                                |
| ---- | - | ------------------------------------ | --------------------------------------- | --------------------------------------------------- |
| 2019 | с | Великі Вуйки                         | Великі Вуйки                            | Василь Васильович Микитюк, голова села Великі Вуйки |
| 2019 | ф | 11 дітей з Моршина                   | 11 дітей з Моршина                      | Швіндель (професор)                                 |
| 2018 | с | Сувенір з Одеси                      | Сувенир из Одессы                       | Зуєв                                                |
| 2018 | с | Копи на роботі                       | Копи на роботі                          | головна роль                                        |
| 2017 | с | Догори дриґом                        | Догори дриґом                           | Савелій Самойлович                                  |
| 2017 | ф | DZIDZIO Контрабас                    | DZIDZIO Контрабас                       | бракон'єр                                           |
| 2015 | ф | Полон                                | Captum                                  | Терорист                                            |
| 2009 | ф | Хочу дитину                          | Хочу ребёнка                            | Ілля Веселкін, батько Іллі, лікар                   |
| 2007 | ф | Дуже новорічне кіно, або Ніч у музеї | Очень новогоднее кино, или Ночь в музее | сторож                                              |
| 2006 | с | Утьосов пісня завдовжки з життя      | Утёсов. Песня длиною в жизнь            | Пушок, суфлер                                       |
| 2004 | ф | Залізна сотня                        | Залізна сотня                           | лектор                                              |
| 2004 | ф | Путівник                             | Путеводитель                            |                                                     |
| 2003 | ф | Цикута                               | Цикута                                  |                                                     |
| 2003 | ф | Снігова королева                     | Снежная королева                        | сніговик-священик                                   |
| 2002 | ф | Попелюшка                            | Золушка                                 | Астролог                                            |
| 2001 | с | День народження Буржуя-2             | День рождения Буржуя-2                  | Костя                                               |
| 2001 | ф | Вечори на хуторі біля Диканьки       | Вечера на хуторе близ Диканьки          | Панас, козак                                        |
| 2000 | ф | Нескорений                           | Нескорений                              | агент Пашкевич                                      |
| 2000 | ф | Життя як цирк                        | Життя як цирк                           | Вікентій                                            |
| 1999 | с | День народження Буржуя               | День рождения Буржуя                    | Костя                                               |
| 1996 | ф | Операція «Контракт»                  | Операція «Контракт»                     | Катерновський                                       |
| 1993 | ф | Ніч питань                           | Ночь вопросов                           | Петро                                               |
| 1980 | ф | У матросів немає питань              | У матросов нет вопросов                 | епізодична роль (немає в титрах)                    |

## Нагороди

Зірка Володимира Горянського на Площі зірок в Києві. Відкрита 14 листопада 2015 р.

- Орден «За заслуги» III ст. (21 серпня 2020) — за значний особистий внесок у державне будівництво, соціально-економічний, науково-технічний, культурно-освітній розвиток України, вагомі трудові здобутки та високий професіоналізм[3][4]
- Народний артист України (27 березня 2008) — за вагомий особистий внесок у розвиток українського театрального мистецтва, вагомі творчі здобутки і високий професіоналізм та з нагоди Міжнародного дня театру[5]
- Заслужений артист України (20 лютого 1998) — за вагомий особистий внесок у розвиток української культури і мистецтва, високий професіоналізм[6]
- Орден Дружби (Російська Федерація, 15 січня 2004) — за великий внесок у розвиток мистецтва і зміцнення російсько-українських культурних зв'язків[7]
- Лауреат премії «Людина року» в номінації «Актор року» в 2002, 2003 і 2005 роках
- Лауреат премії «Колесо фортуни»
- Кавалер орденів Св. Володимира IV ступеня[джерело?]
- 14 листопада 2015 року в Києві на Площі зірок відкрито іменну зірку Володимира Горянського[8].